# Алвару XII
Алвару XII (порт. Alvaro XII) — сорок четвертий маніконго центральноафриканського королівства Конго.
Дослідники припускають, що він прийшов до влади, отруївши свого попередника, маніконго Афонсу VI. Від того моменту й до сходження на трон Енріке II в порядку спадкування престолу Конго панував цілковитий безлад, а правителі змінювались дуже часто.